# 洛莫沃农村居民点 (别尔哥罗德州)
洛莫沃农村居民点（俄语：Ломовское сельское поселение）是俄罗斯联邦别尔哥罗德州科罗恰区所属的一个农村居民点。其下辖有5个居民点，行政中心为洛莫沃。据2016年统计，该农村居民点的人口为1781人。